# Montussaint
Montussaint est une commune française située dans le département du Doubs, la région culturelle et historique de Franche-Comté et la région administrative Bourgogne-Franche-Comté.

## Géographie

### Localisation

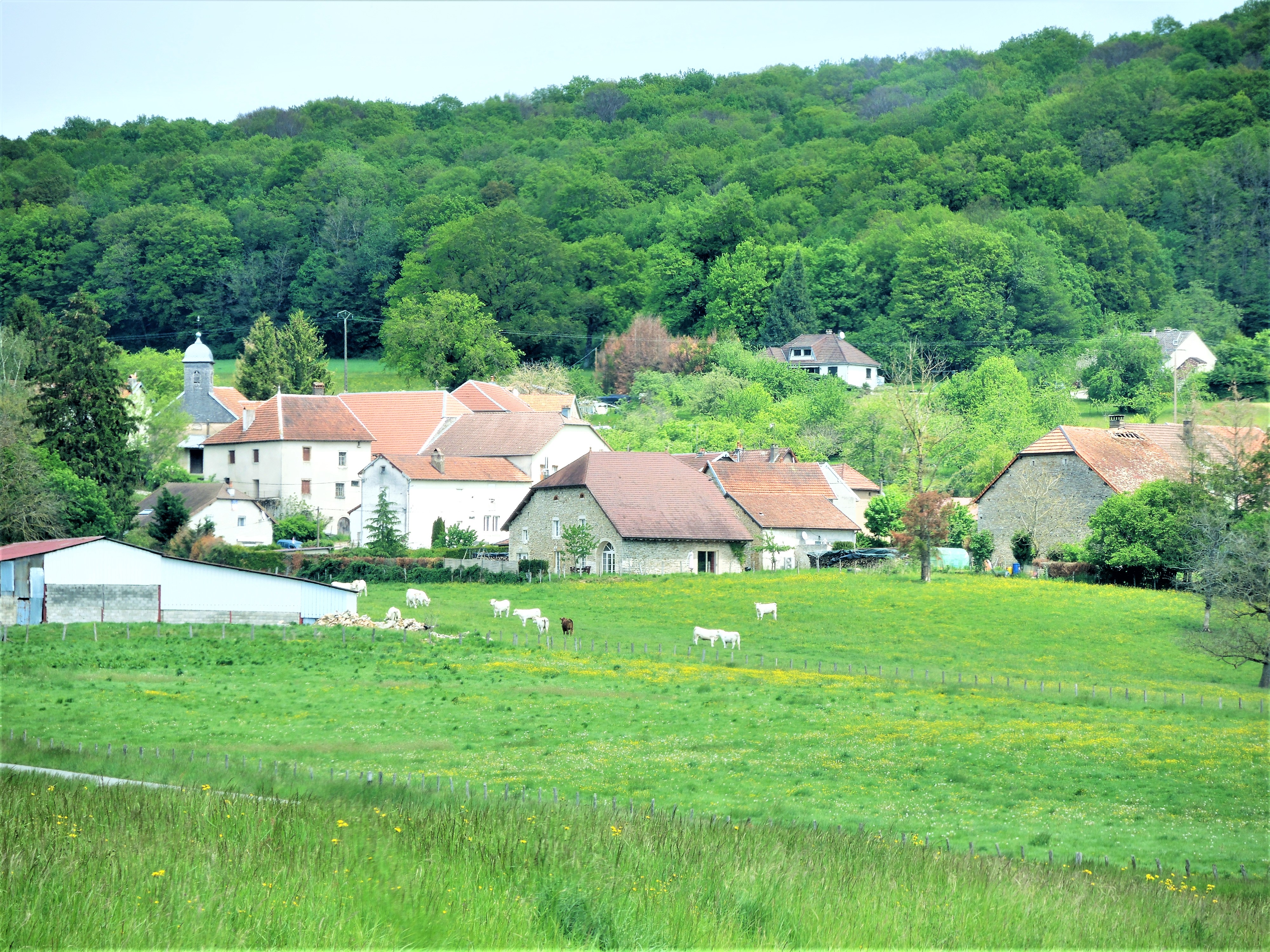
Le village, vu depuis la route d'Avilley.

Montussaint  est une commune rurale de Franche-Comté, dans le Doubs, limitrophe de la Haute-Saône et situé dans la vallée de l’Ognon, à 7 km à vol d'oiseau au sud-ouest de Rougemont (Doubs), à 10 km au nord-ouest de Baume-les-Dames, 30 km au nord-est de Besançon et 23 km au sud-est de Vesoul.
Il se trouve dans la zone d'emploi de Vesoul et le bassin de vie de Baume-les-Dames.

### Communes limitrophes
Les communes limitrophes sont  Avilley, Mondon, Montagney-Servigney, Montbozon, Puessans, Rognon et Tallans.

### Géologie et relief
La superficie de la commune est de 3,04 km2 ; son altitude varie de 249  à   399 mètres.

### Hydrographie

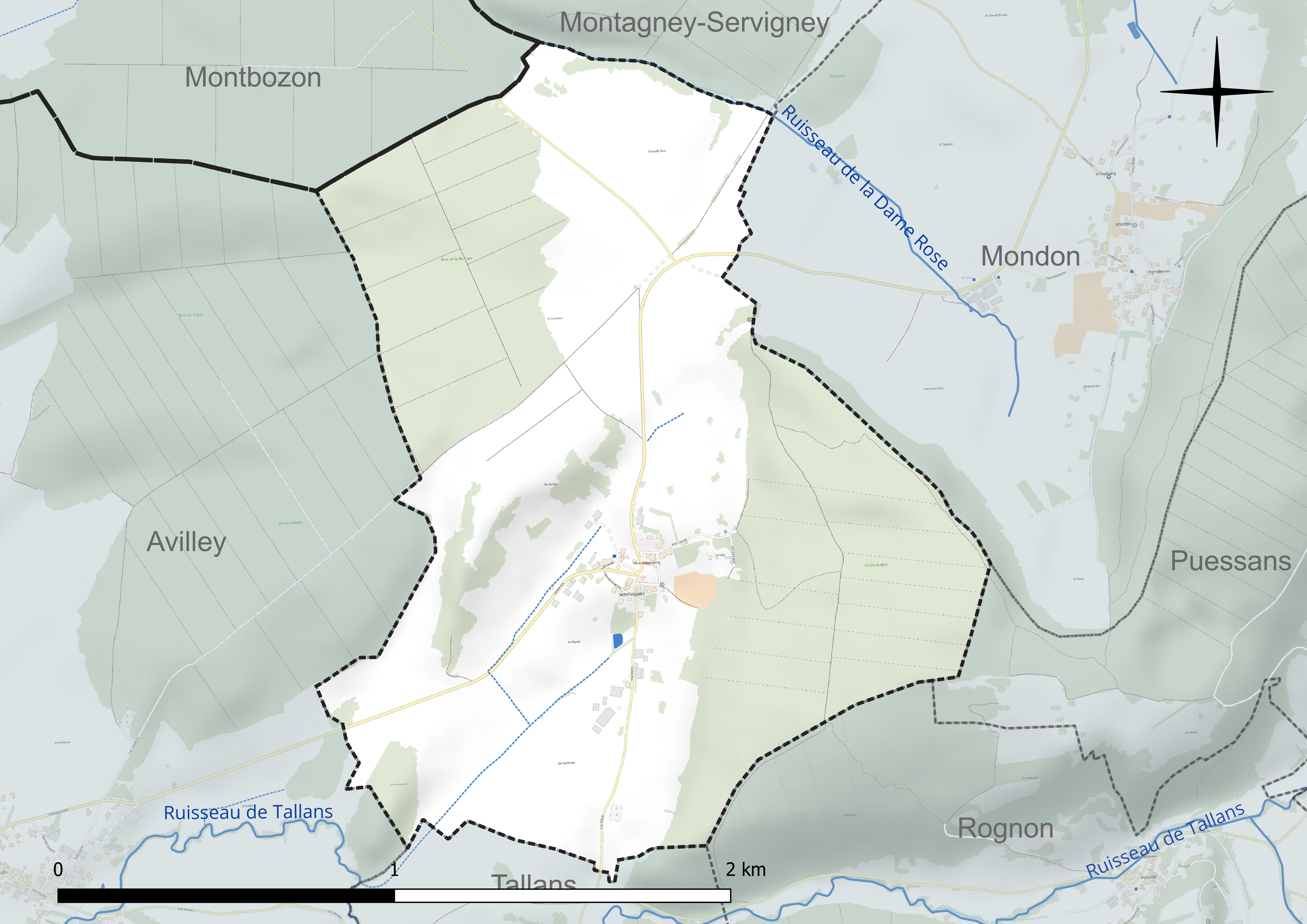
Carte hydrographique de la commune.

Le territoire communal est limité au nord par le ruisseau de la Dame Rose, unj affluent de l'Ognon (affluent de la Saône), et donc un sous-affluent du Rhône par la Saône.

### Climat
Pour des articles plus généraux, voir Climat de la Bourgogne-Franche-Comté et Climat du Doubs.
En 2010, le climat de la commune est de type climat de montagne, selon une étude du Centre national de la recherche scientifique s'appuyant sur une série de données couvrant la période 1971-2000. En 2020, Météo-France publie une typologie des climats de la France métropolitaine dans laquelle la commune est exposée à un climat semi-continental et est dans une zone de transition entre les régions climatiques « Lorraine, plateau de Langres, Morvan » et « Jura ».
Pour la période 1971-2000, la température annuelle moyenne est de 10 °C, avec une amplitude thermique annuelle de 17,3 °C. Le cumul annuel moyen de précipitations est de 1 178 mm, avec 13 jours de précipitations en janvier et 10,4 jours en juillet. Pour la période 1991-2020, la température moyenne annuelle observée sur la station météorologique de Météo-France la plus proche, « Pouligney », sur la commune de Pouligney-Lusans à 13 km à vol d'oiseau, est de 10,9 °C et le cumul annuel moyen de précipitations est de 1 214,6 mm. 
La température maximale relevée sur cette station est de 40 °C, atteinte le 25 juillet 2019 ; la température minimale est de −23 °C, atteinte le 20 décembre 2009,,.
Les paramètres climatiques de la commune ont été estimés pour le milieu du siècle (2041-2070) selon différents scénarios d'émission de gaz à effet de serre à partir des nouvelles projections climatiques de référence DRIAS-2020. Ils sont consultables sur un site dédié publié par Météo-France en novembre 2022.

## Urbanisme

### Typologie
Au 1er janvier 2024, Montussaint est catégorisée commune rurale à habitat dispersé, selon la nouvelle grille communale de densité à 7 niveaux définie par l'Insee en 2022.
Elle est située hors unité urbaine et hors attraction des villes,.

### Occupation des sols

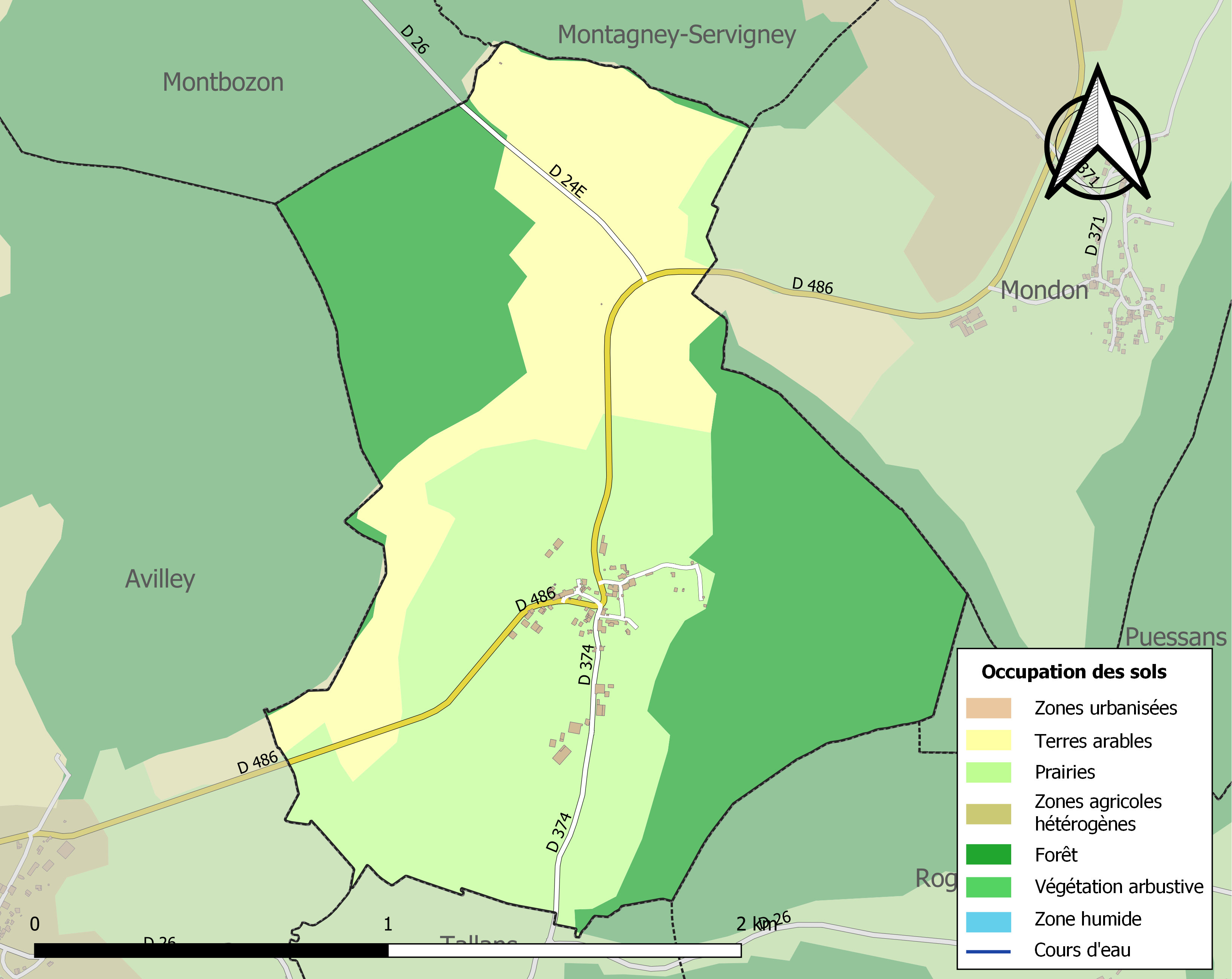
Carte des infrastructures et de l'occupation des sols de la commune en 2018 (CLC).

L'occupation des sols de la commune, telle qu'elle ressort de la base de données européenne d’occupation biophysique des sols Corine Land Cover (CLC), est marquée par l'importance des territoires agricoles (59,9 % en 2018), une proportion identique à celle de 1990 (59,9 %). La répartition détaillée en 2018 est la suivante : 
forêts (40,1 %), prairies (35,4 %), terres arables (24,5 %). L'évolution de l’occupation des sols de la commune et de ses infrastructures peut être observée sur les différentes représentations cartographiques du territoire : la carte de Cassini (XVIIIe siècle), la carte d'état-major (1820-1866) et les cartes ou photos aériennes de l'IGN pour la période actuelle (1950 à aujourd'hui).

### Habitat et logement
En 2021, le nombre total de logements dans la commune était de 34, alors qu'il était de 33 en 2016 et en 2011.
Parmi ces logements, 82,1 % étaient des résidences principales, 6 % des résidences secondaires et 11,9 % des logements vacants. Ces logements étaient pour 94,1 % d'entre eux des maisons individuelles et pour 5,9 % des appartements.
Le tableau ci-dessous présente la typologie des logements à Montussaint en 2021 en comparaison avec celle du Doubs et de la France entière. Une caractéristique marquante du parc de logements est ainsi une proportion de résidences secondaires et logements occasionnels (6 %) supérieure à celle du département (4,2 %) mais inférieure à celle de la France entière (9,7 %).
| Typologie                                               | Montussaint | Doubs | France entière |
| ------------------------------------------------------- | ----------- | ----- | -------------- |
| Résidences principales (en %)                           | 82,1        | 87,2  | 82,2           |
| Résidences secondaires et logements occasionnels (en %) | 6           | 4,2   | 9,7            |
| Logements vacants (en %)                                | 11,9        | 8,5   | 8,1            |

## Toponymie
Motosans en 1148 ; Montoysens en 1222 ; Mont Ursain en 1261 ; Montussainz en 1306 ; Monte in sancto en 1360 ; Monthussans en 1412 ; Montuain en 1475 ; Montussaint depuis 1584.

## Politique et administration

### Rattachements administratifs et électoraux

#### Rattachements administratifs
La commune se trouve depuis 1926 dans l'arrondissement de Besançon du département du Doubs.
Elle faisait partie depuis 1793 du canton de Rougemont. Dans le cadre du redécoupage cantonal de 2014 en France, cette circonscription administrative territoriale a disparu, et le canton n'est plus qu'une circonscription électorale.

#### Rattachements électoraux
Pour les élections départementales, la commune fait partie depuis 2014 du canton de Baume-les-Dames.
Pour l'élection des députés, elle fait partie de la troisième circonscription du Doubs.

### Intercommunalité
Montussaint était membre de la petite communauté de communes du Pays de Rougemont, un établissement public de coopération intercommunale (EPCI) à fiscalité propre créé en 2001 et auquel la commune avait transféré un certain nombre de ses compétences, dans les conditions déterminées par le code général des collectivités territoriales.
Dans le cadre des dispositions de la loi portant nouvelle organisation territoriale de la République du 7 août 2015, qui prévoit que les établissements publics de coopération intercommunale (EPCI) à fiscalité propre doivent avoir un minimum de 15 000 habitants, cette intercommunalité a fusionné avec ses voisines pour former, le 1er janvier 2017, la communauté de communes des Deux Vallées Vertes, dont est désormais membre la commune.

### Liste des maires
| Période                                  | Période                        | Identité           | Étiquette | Qualité                                 |
| ---------------------------------------- | ------------------------------ | ------------------ | --------- | --------------------------------------- |
| Les données manquantes sont à compléter. |                                |                    |           |                                         |
|                                          |                                |                    |           |                                         |
| mars 2001                                | mars 2008                      | Jean Sandoz        | UMP       |                                         |
| mars 2008                                | 2014                           | Monique Houillon   |           |                                         |
| 2014                                     | juillet 2020                   | Xavier Perrin      | SE        | Cadre                                   |
| juillet 2020                             | 2023                           | Gérard Houillon    |           | Retraité en mécanique                   |
| mars 2023                                | En cours (au 30 novembre 2023) | Alexandre Chaillet |           | Ouvrier non qualifié de type industriel |

## Population et société

### Démographie
L'évolution du nombre d'habitants est connue à travers les recensements de la population effectués dans la commune depuis 1793. Pour les communes de moins de 10 000 habitants, une enquête de recensement portant sur toute la population est réalisée tous les cinq ans, les populations de référence des années intermédiaires étant quant à elles estimées par interpolation ou extrapolation. Pour la commune, le premier recensement exhaustif entrant dans le cadre du nouveau dispositif a été réalisé en 2004.

En 2022, la commune comptait 54 habitants, en évolution de −8,47 % par rapport à 2016 (Doubs : +1,88 %, France hors Mayotte : +2,11 %).
| 1793 | 1800 | 1806 | 1821 | 1831 | 1836 | 1841 | 1846 | 1851 |
| ---- | ---- | ---- | ---- | ---- | ---- | ---- | ---- | ---- |
| 171  | 190  | 215  | 212  | 219  | 202  | 190  | 193  | 187  |

| 1856 | 1861 | 1866 | 1872 | 1876 | 1881 | 1886 | 1891 | 1896 |
| ---- | ---- | ---- | ---- | ---- | ---- | ---- | ---- | ---- |
| 156  | 167  | 176  | 167  | 169  | 159  | 150  | 129  | 146  |

| 1901 | 1906 | 1911 | 1921 | 1926 | 1931 | 1936 | 1946 | 1954 |
| ---- | ---- | ---- | ---- | ---- | ---- | ---- | ---- | ---- |
| 116  | 101  | 85   | 80   | 81   | 71   | 77   | 68   | 52   |

| 1962 | 1968 | 1975 | 1982 | 1990 | 1999 | 2004 | 2006 | 2009 |
| ---- | ---- | ---- | ---- | ---- | ---- | ---- | ---- | ---- |
| 74   | 92   | 67   | 65   | 58   | 55   | 57   | 61   | 71   |

| 2014 | 2019 | 2022 | - | - | - | - | - | - |
| ---- | ---- | ---- | - | - | - | - | - | - |
| 62   | 56   | 54   | - | - | - | - | - | - |

## Culture locale et patrimoine

### Lieux et monuments
- L'église de la Nativité-de-Saint-Jean-Baptiste construite en 1684 qui possède une cloche de 1772 recensée dans la base Palissy[23].
- Trois croix anciennes, dites templières, sont disposées devant la façade de l'église.

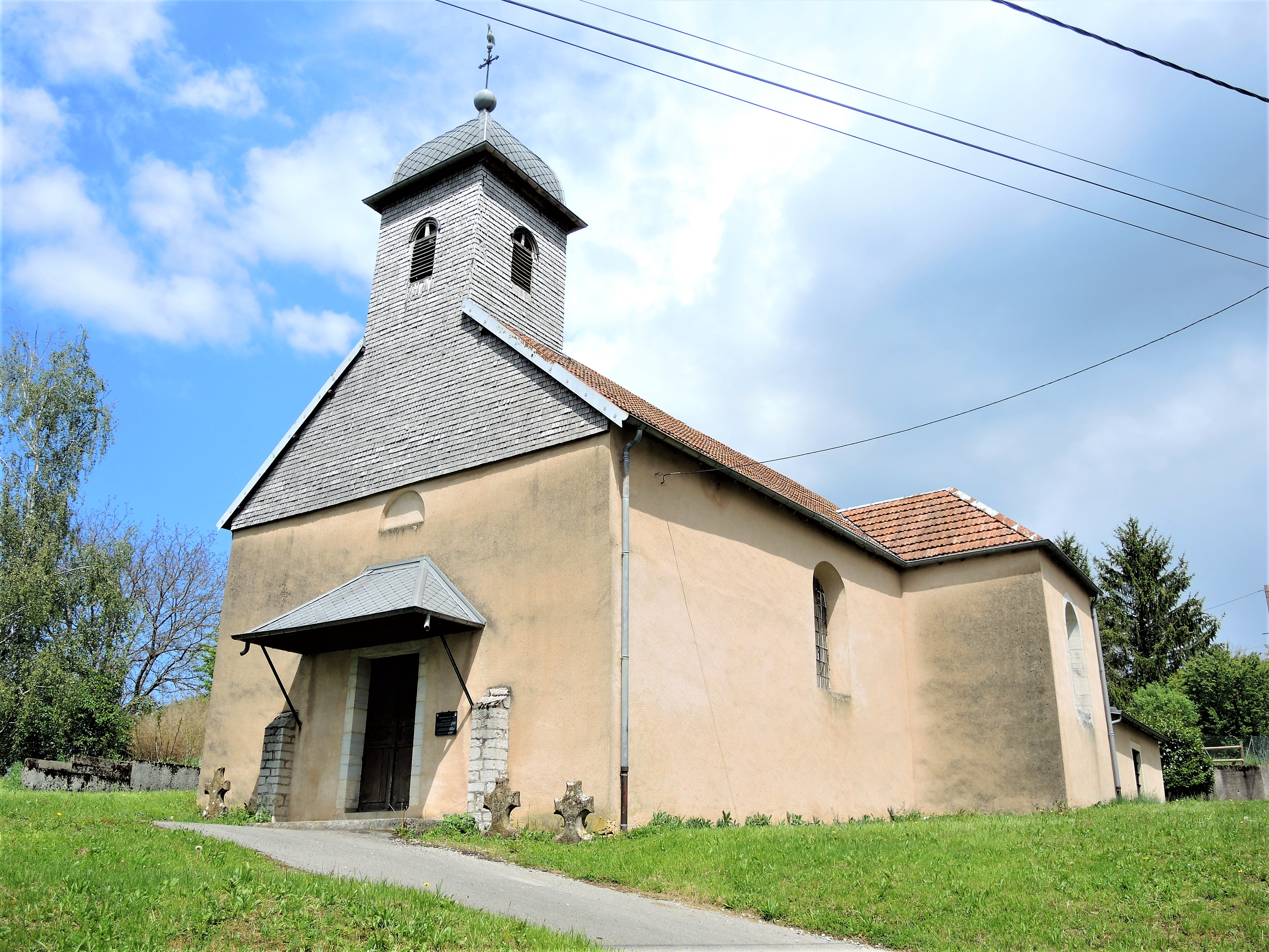
L'église de la Nativité de Saint-Jean-Baptiste.
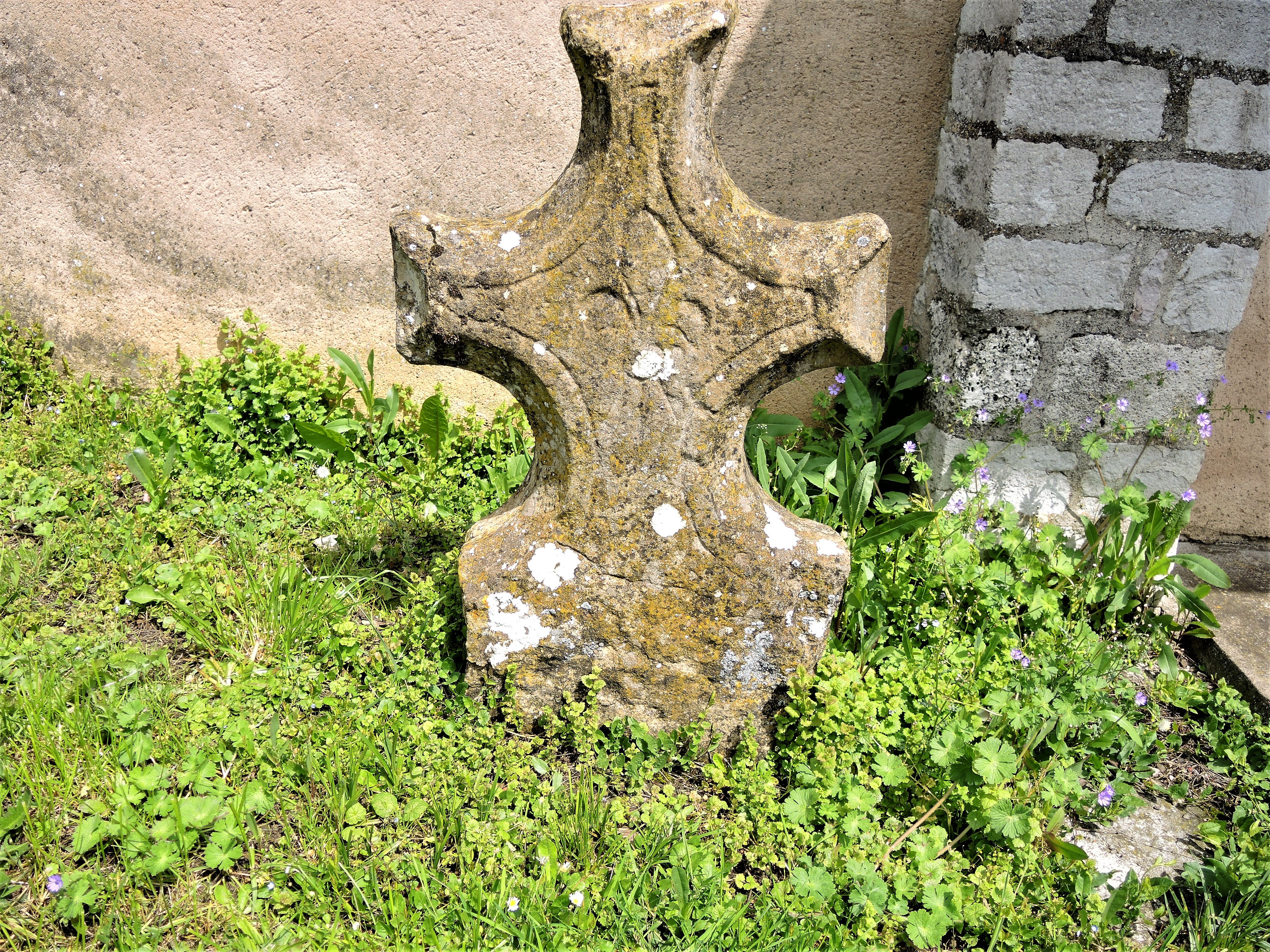
Croix « templière » monolithe, gravée d'une fleur de lys
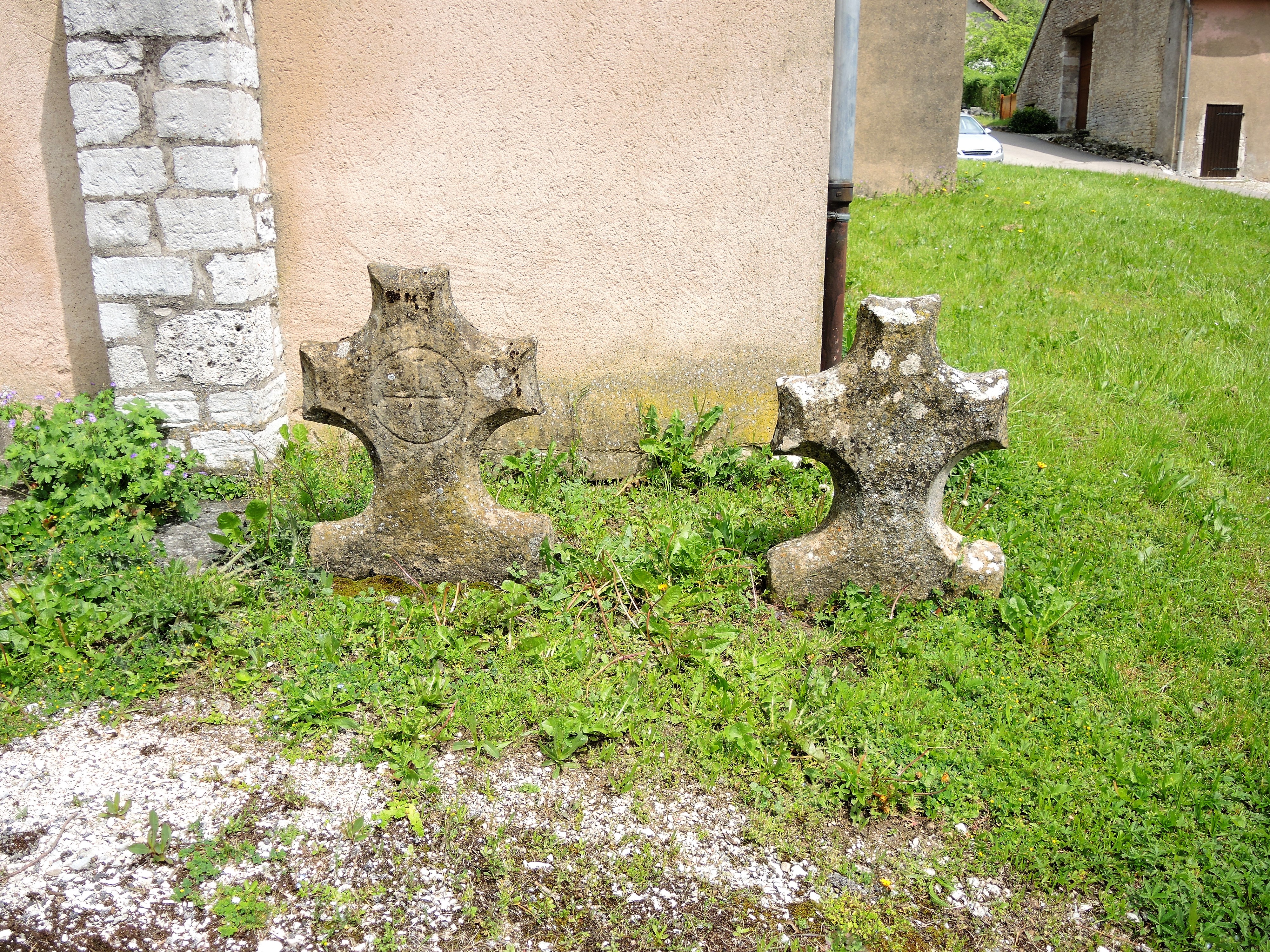
Deux croix « templières » monolithes, devant l'église.
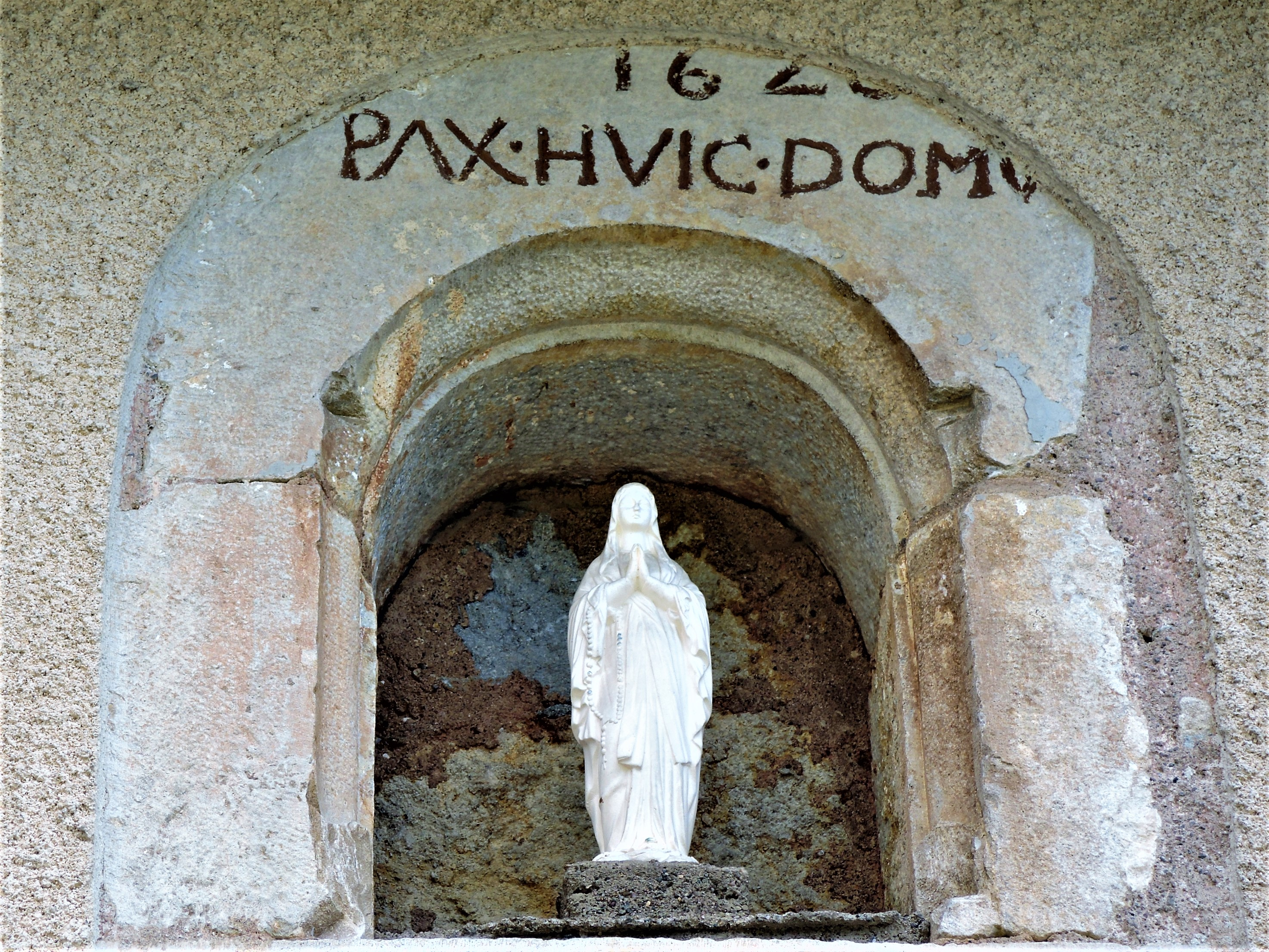
Niche de 1620 et statue de la Vierge.

## Pour approfondir